# Пашковский сельсовет (Липецкая область)
Пашковский сельсове́т — сельское поселение в Усманском районе Липецкой области. 
Административный центр — село Пашково.

## История
Административно-территориальная единица образована по Решению Липецкого облисполкома от 9 марта 1982 г. путем выделения из Крутченско-Байгорского сельсовета
В соответствии с законами Липецкой области №114-оз от 02.07.2004 и №126-оз от 23.09.2004 сельсовет наделён статусом сельского поселения, установлены границы муниципального образования.

## Население
| 2010 | 2012 | 2013 | 2014 | 2015 | 2016 | 2017 |
| ---- | ---- | ---- | ---- | ---- | ---- | ---- |
| 578  | ↘560 | ↘514 | ↘505 | ↘495 | ↘475 | ↘473 |
| 2018 | 2021 |      |      |      |      |      |
| ↘455 | ↘429 |      |      |      |      |      |

## Состав сельского поселения
| № | Населённый пункт | Тип населённого пункта       | Население |
| - | ---------------- | ---------------------------- | --------- |
| 1 | Пашково          | село, административный центр | ↘429      |